# Deborah Carthy-Deu
Deborah Carthy-Deu (Santurce) é uma rainha da beleza porto-riquenha e Miss Universo 1985. Coroada em Miami em 15 de julho daquele ano aos dezenove anos, venceu outras 78 concorrentes e foi a segunda Miss Porto Rico a vencer o concurso.

## Biografia
Filha de um diretor de fotografia e da dona de uma academia de balé e modelagem, desde os nove anos ela foi iniciada na dança e treinada no balé clássico. Estudante de escola católica, desde a adolescência ela passava as férias de verão em Nova York tomando aulas de dança clássica e com treze anos passou a integrar o corpo de baile do Balé Nacional de Porto Rico (Balet Concierto). Mais tarde entrou para a Universidade de Porto Rico matriculada no curso de artes dramáticas.
Enquanto estava na faculdade, foi convidada para participar do Miss San Juan, concurso que venceu e logo depois disputou o Miss Porto Rico, que também venceu em 27 de abril de 1985. Menos de três meses depois, representando o país no Miss Universo, Deborah foi coroada pela sueca Yvonne Ryding como sua sucessora, em Miami Beach, Estados Unidos.
Após cumprir seu ano de reinado, ela fez muito sucesso como modelo. Dos Estados Unidos for para a Argentina, onde estrelou uma telenovela local, El Cisne Blanco. 
Deborah tornou-se uma personalidade famosa na televisão de seu país como apresentadora, assim como em programas de língua espanhola em Nova York e Miami, para as redes Telemundo e Univisión. Também teve uma coluna por anos no jornal portorriquenho San Juan Star.
Voltou a ter contato direto com o  Miss Universo em 2003, quando foi jurada da edição que elegeu a dominicana Amelia Vega na Cidade do Panamá.
Hoje ela dirige uma escola de modelos e preparação na capital portorriqquenha, a Deborah Carthy Deu Estudio y Agencia de Modelos, que além de aulas de modelagem, desfile e maquiagem, trabalha psicologicamente a auto-estima das jovens alunas.